# Red Hills Lake County
Red Hills Lake County est une région viticole américaine (American Viticultural Area, ou AVA) dans le comté de Lake, en Californie, reconnue en 2004 par l'Alcohol and Tobacco Tax and Trade Bureau.
Elle est bordée par Big Valley à l'ouest, par les monts Mayacamas au sud et s'étend vers Excelsior Valley à l'est. Le relief volcanique de la région est dû au mont Konocti, le stratovolcan endormi au sud duquel s'étendent des collines au sol rouge caillouteux, parsemé de roches obsidiennes. Il contraste avec les vallées amples et les montagnes qui caractérisent les paysages du reste du comté de Lake. La région de Red Hills Lake County recouvre des terres situées entre 425 et 900 mètres d'altitude.
Les exploitations Beckstoffer, E & J Gallo Winery, Shannon Family of Wines et Obsidian Wine Co. y possèdent des vignobles. La région est aussi le siège des domaines Gregory Graham Wines, Laujor Estate et Boatique Winery.